# Ed Kuepper
Ed Kuepper (nacido Edmund Kuepper en Bremen, Alemania del Oeste el 20 de diciembre de 1955) es un guitarrista, compositor y cantante australiano. Cofundó con el cantante Chris Bailey la pionera banda de punk The Saints (1974). Además, es el principal artífice de la también pionera banda experimental post-punk Laughing Clowns (que incorporó el saxofón, la psicodelia e influencias de diversos estilos al género) así como de la banda grunge/metal alternativo The Aints (nombre "parodia" al de su banda previa). 

## Trayectoria musical
En 1976, Kuepper se convirtió con The Saints en uno de los primeros músicos australianos con su propio sello, Fatal Records, con el cual, tras un largo camino intentando ser publicados (desde 1974), pudieron realizar su primer sencillo (I'm) Stranded. Lamentablemente, la mala suerte hizo que tuvieran que pasar dos años desde que grabaron el sencillo para poder publicarlo, lo que lleva a controversia el hecho de si The Saints debería ser considerada como la primera banda punk, por delante de Sex Pistols o The Ramones. Sea o no, sus dos primeros álbumes con The Saints, así como el álbum Radios Appear de Radio Birdman están considerados unas joyas fundamentales del punk, desconocidas para el gran público debido a la poca repercusión mediática que ha tenido históricamente el rock australiano. Su segundo álbum, Eternally Yours, introdujo novedades vanguardistas en los ritmos punk (canciones totalmente orquestadas, ritmos intermitentes y saxofón) por parte de la inquietud experimental de Ed Kuepper, inquietud que llevó a la desaparición de la banda como tal (quedando a cargo únicamente de Chris Bailey) por diferencias musicales.
Estas experimentaciones tuvieron su recipiente en la siguiente banda de Kuepper, Laughing Clowns, formada en 1979. Kuepper, con Laughing Clowns fue de los primeros que empezaron a experimentar con el género emergente en aquel momento del post-punk, convirtiendo a su banda en un híbrido vanguardista de post-punk, jazz libre y rock alternativo. Sus álbumes Mr Uddich-Schmuddich Goes to Town y, sobre todo, Ghosts of an Ideal Wife dan buena cuenta de ello.
Como ocurrió con la paradójica relación de la importancia de The Saints en el desarrollo del movimiento punk, con Laughing Clowns y el post-punk pasó algo parecido. Al ser un movimiento principalmente británico, coronado por los epígonos de Joy Division y Bauhaus (y en ámbitos más underground, por The Sound y The Chameleons), la escena australiana fue asimismo ignorada. Además, al ser el post-punk un movimiento de por sí más underground y específico que el propio punk, Laughing Clowns se ha convertido en una banda absolutamente desconocida incluso para la mayoría de los entendidos del género.
De su carrera en solitario, variada y muy prolífica, cabe destacar que Kuepper fue premiado por los ARIA Music Awards por su disco Black Ticket Day como el mejor disco independiente australiano del 1993, galardón que también obtuvo en 1994 con su disco Serene Machine. También ha sido nominado en diversas ocasiones en premios similares. Está considerado como el músico más prolífico de Australia en los años noventa.
En los últimos años Kuepper está trabajando en las bandas sonoras de diversos radio dramas y films experimentales. Ha recorrido Australia y Europa con recitales de música semi improvisada bajo el nombre de MFLL. Actuó en el Instituto de Arte Moderno de Brisbane, así como en la Ópera de Sídney, el Museo del Cine Austríaco (Viena) y la Fundación Cartier (París). Como curiosidad puede decirse que Kuepper ha sido el único músico de Rock invitado a tocar en la Fundación Cartier desde Velvet Underground
En 2007 salió el, para muchos, su mejor disco en solitario, Jean Lee and the Yellow Dog, disco inspirado por la historia de Jean Lee, una asesina recordada por ser la última persona condenada a muerte a la horca en Australia. Este álbum cuenta con las colaboraciones de Jeffrey Wegener (Laughing Clowns), Peter Oxley (Sunnyboys), Warren Ellis (Dirty Three y Grinderman) y Chris Bailey, su amigo y compañero de The Saints.
Después de un largo tour en 2008 abriendo para Nick Cave and the Bad Seeds, Kuepper se unió a ellos como guitarrista de soporte debido a la partida de Mick Harvey de la banda, a principios del 2009. Este año Kuepper relanzó su sello discográfico Prince Melon, con el que lanzó algunas de sus referencias en los 80. 
Ed Kuepper, además, ha realizado distintas covers otorgándoles un toque extremadamente personal. La más destacable es la que hizo del famoso Highway to hell de AC/DC, pero también ha versionado el tema Finding You de The Go-Betweens como tributo a la muerte de Grant McLennan así como distintos temas de Eric Burdon & The Animals.

## Discografía
| Título                                                     | Año  | Comentarios                                        |
| ---------------------------------------------------------- | ---- | -------------------------------------------------- |
| (I'm) Stranded                                             | 1976 | The Saints                                         |
| Eternally Yours                                            | 1977 | The Saints                                         |
| Prehistoric Sounds                                         | 1978 | The Saints                                         |
| Laughing Clowns                                            | 1980 | Laughing Clowns                                    |
| Throne of Blood/Reign of Terror                            | 1981 | Laughing Clowns                                    |
| Mr Uddich-Schmuddich Goes to Town                          | 1982 | Laughing Clowns                                    |
| History of Rock'n'Roll Volume One                          | 1983 | Laughing Clowns                                    |
| Law of Nature                                              | 1983 | Laughing Clowns                                    |
| Ghosts of an Ideal Wife                                    | 1984 | Laughing Clowns                                    |
| Electrical Storm                                           | 1985 |                                                    |
| Rooms of the Magnificent                                   | 1986 |                                                    |
| Everybody's Got To                                         | 1988 |                                                    |
| Happy As Hell EP                                           | 1989 |                                                    |
| Today Wonder                                               | 1990 |                                                    |
| S.L.S.Q                                                    | 1990 | The Aints                                          |
| Honey Steel's Gold                                         | 1991 |                                                    |
| Ascension                                                  | 1991 | The Aints                                          |
| Black Ticket Day                                           | 1992 |                                                    |
| Auto-cannibalism                                           | 1992 | The Aints                                          |
| Serene Machine                                             | 1993 |                                                    |
| The Butterfly Net                                          | 1993 | Recopilatorio                                      |
| Legendary Bully                                            | 1993 | Recopilatorio únicamente editado en el Reino Unido |
| Character Assassination                                    | 1994 |                                                    |
| A King in the Kindness Room                                | 1995 |                                                    |
| I Was a Mail Order Bridegroom                              | 1995 |                                                    |
| Exotic Mail Order Moods                                    | 1995 |                                                    |
| The Most Primitive Band in the World                       | 1995 | The Saints - rescate de sus grabaciones de 1974    |
| Heart of New Wave                                          | 1997 | Únicamente distribuido en Grecia.                  |
| Sings His Greatest Hits For You                            | 1996 | Recopilatorio                                      |
| Frontierland                                               | 1996 |                                                    |
| Samplerland                                                | 1996 | Recopilatorio                                      |
| Starstruck: Music for Films & Adverts                      | 1996 |                                                    |
| Wheelie Bin Affair (Some Odds And Sods)                    | 1997 | Recopilatorio de rarezas                           |
| With A Knapsack On My Back                                 | 1997 |                                                    |
| Cloudland                                                  | 1997 |                                                    |
| Live! with The Oxley Creek Playboys                        | 1998 |                                                    |
| The Blue House                                             | 1998 |                                                    |
| Reflections Of Ol' Golden Eye                              | 1999 | Recopilatorio                                      |
| Smile, Pacific                                             | 2000 |                                                    |
| Honey Steel's Gold – Remastered                            | 2000 | Reedición                                          |
| Out-takes, Castaways, Pirate Women and Takeaways           | 2001 | Recopilatorio de rarezas.                          |
| Today Wonder                                               | 2002 | Reedición/masterizado                              |
| Real Wild Life                                             | 2004 | Recopilatorio únicamente editado en Brasil.        |
| Everybody's Got To                                         | 2005 | Reedición                                          |
| This Is The Magic Mile                                     | 2005 | Recopilatorio en 3 discos                          |
| Cruel But Fair                                             | 2005 | Antología completa de Laughing Clowns (3 CD)       |
| Jean Lee and the Yellow Dog                                | 2007 |                                                    |
| Ed Kuepper Live – The Prince Melon Bootleg Series Volume 1 | 2008 |                                                    |
| Ed Kuepper Live – The Prince Melon Bootleg Series Volume 2 | 2008 |                                                    |
| Ed Kuepper Live – The Prince Melon Bootleg Series Volume 3 | 2008 |                                                    |
| Ed Kuepper Live -The Prince Melon Bootleg Series Volume 4  | 2009 |                                                    |
| Ed Kuepper Live -The Prince Melon Bootleg series Volume 5  | 2009 |                                                    |